# Amagne
Amagne is een gemeente in het Franse departement Ardennes (regio Grand Est) en telt 705 inwoners (1999). De plaats maakt deel uit van het arrondissement Rethel.

## Geografie
De oppervlakte van Amagne bedraagt 9,3 km², de bevolkingsdichtheid is 75,8 inwoners per km².
De onderstaande kaart toont de ligging van Amagne met de belangrijkste infrastructuur en aangrenzende gemeenten.

## Demografie
Onderstaande figuur toont het verloop van het inwonertal (bron: INSEE-tellingen).

Vanwege een beveiligingsprobleem met de MediaWiki Graph-software is het momenteel niet mogelijk deze grafiek weer te geven. Zodra de software is bijgewerkt zal de grafiek vanzelf weer zichtbaar worden.

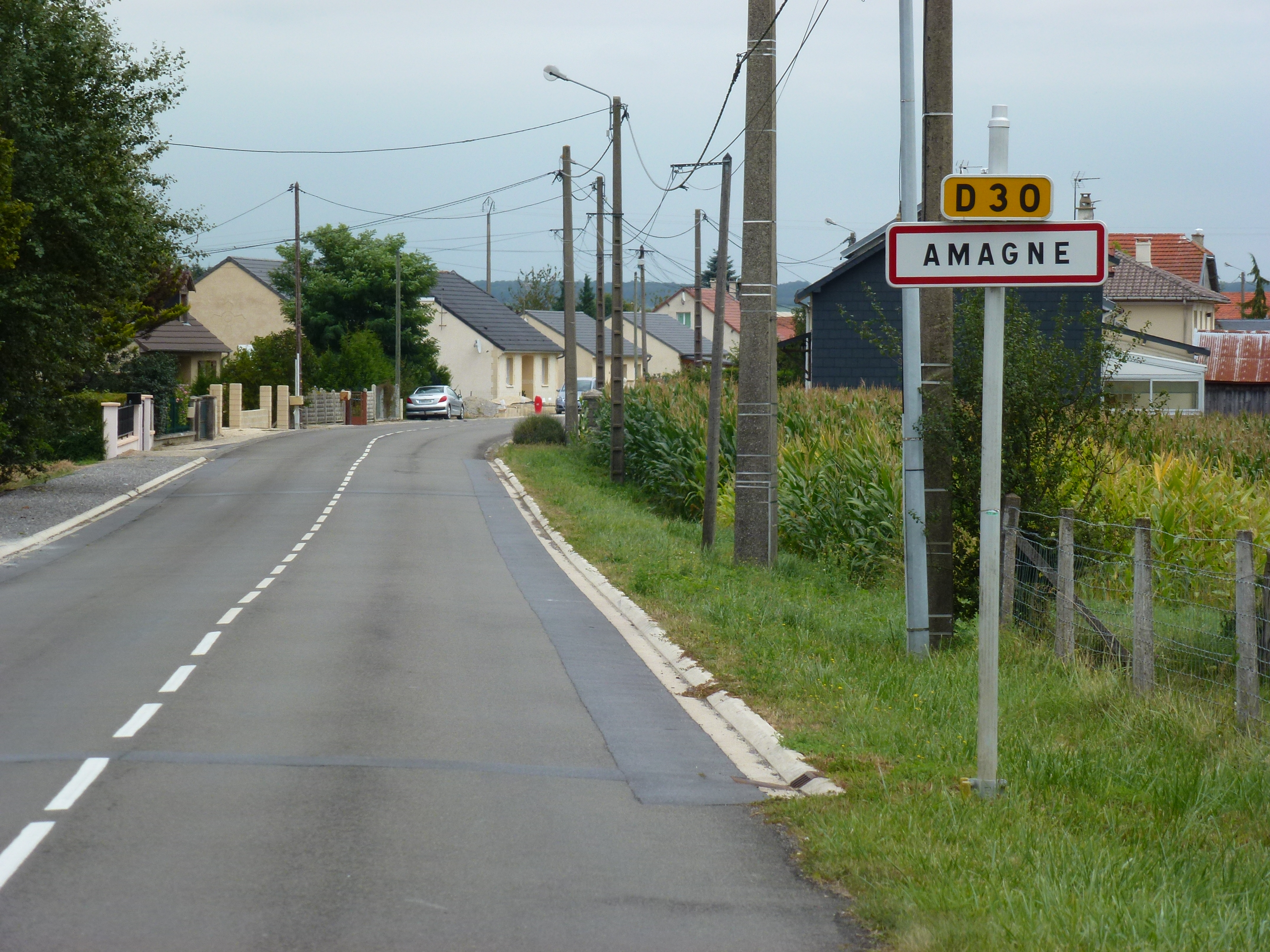
Entree Amagne
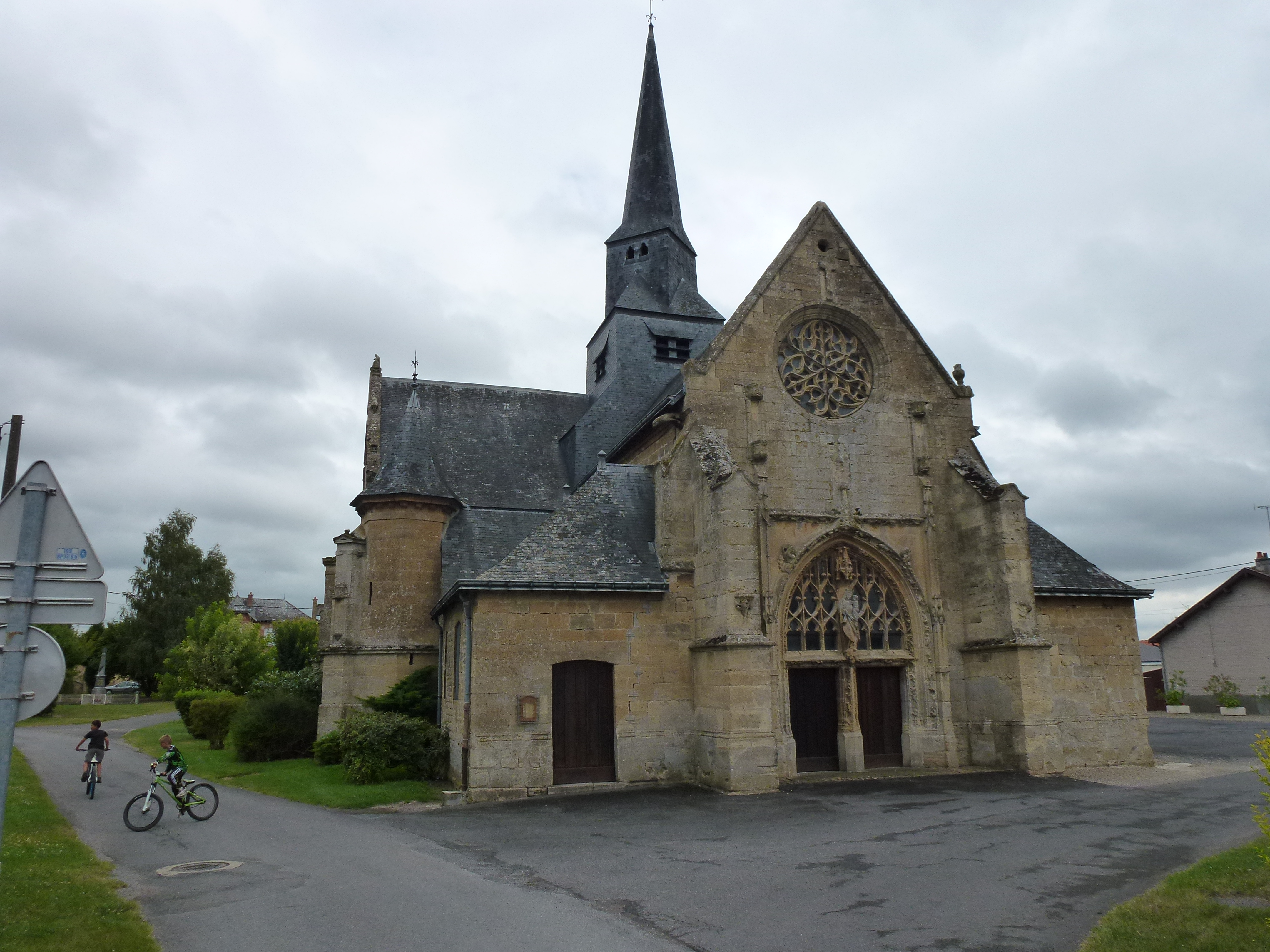
Kerk Saint-Martin van Amagne, monument historique
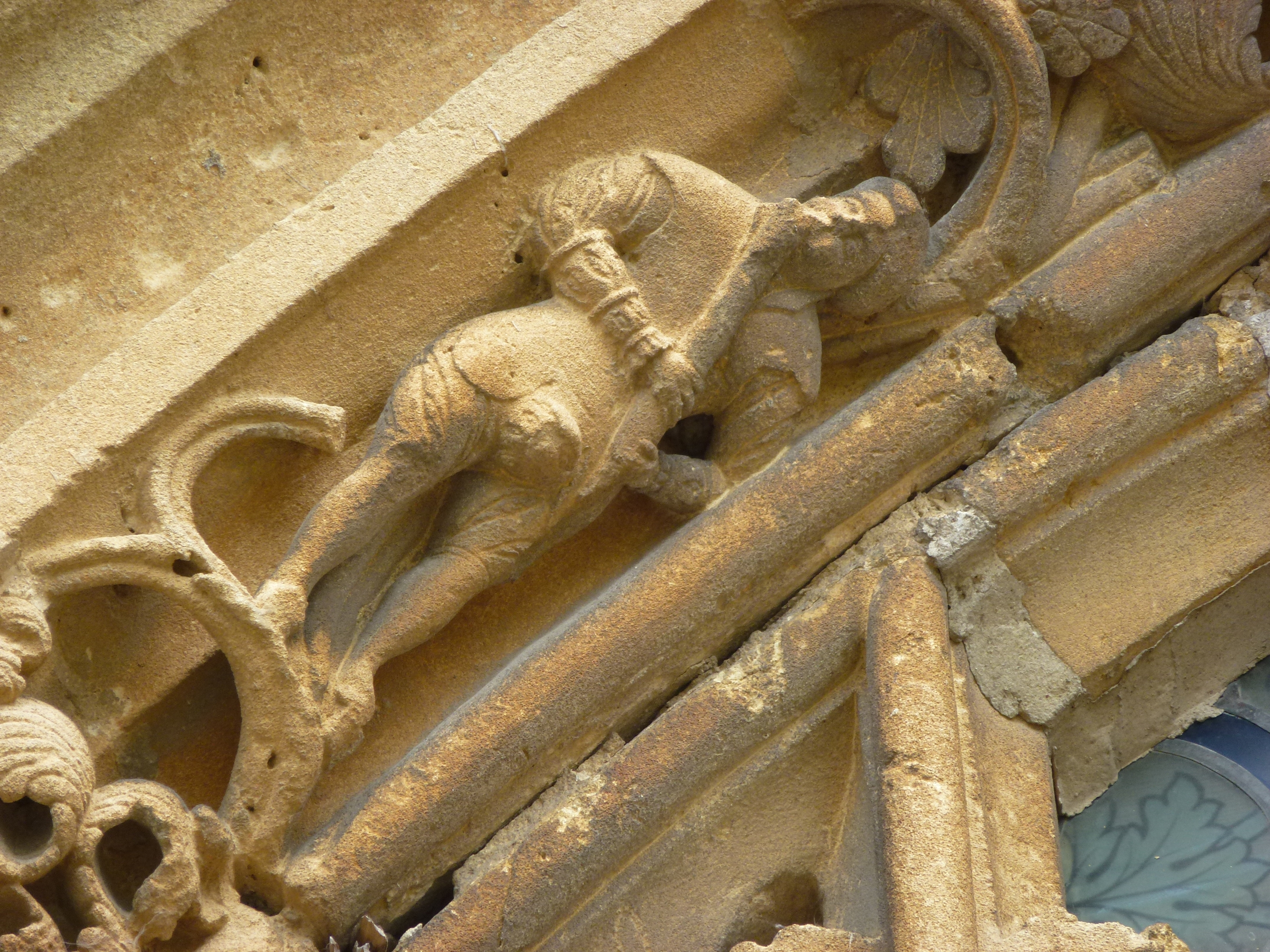
Detail van het kerkportaal